# Edward Ott

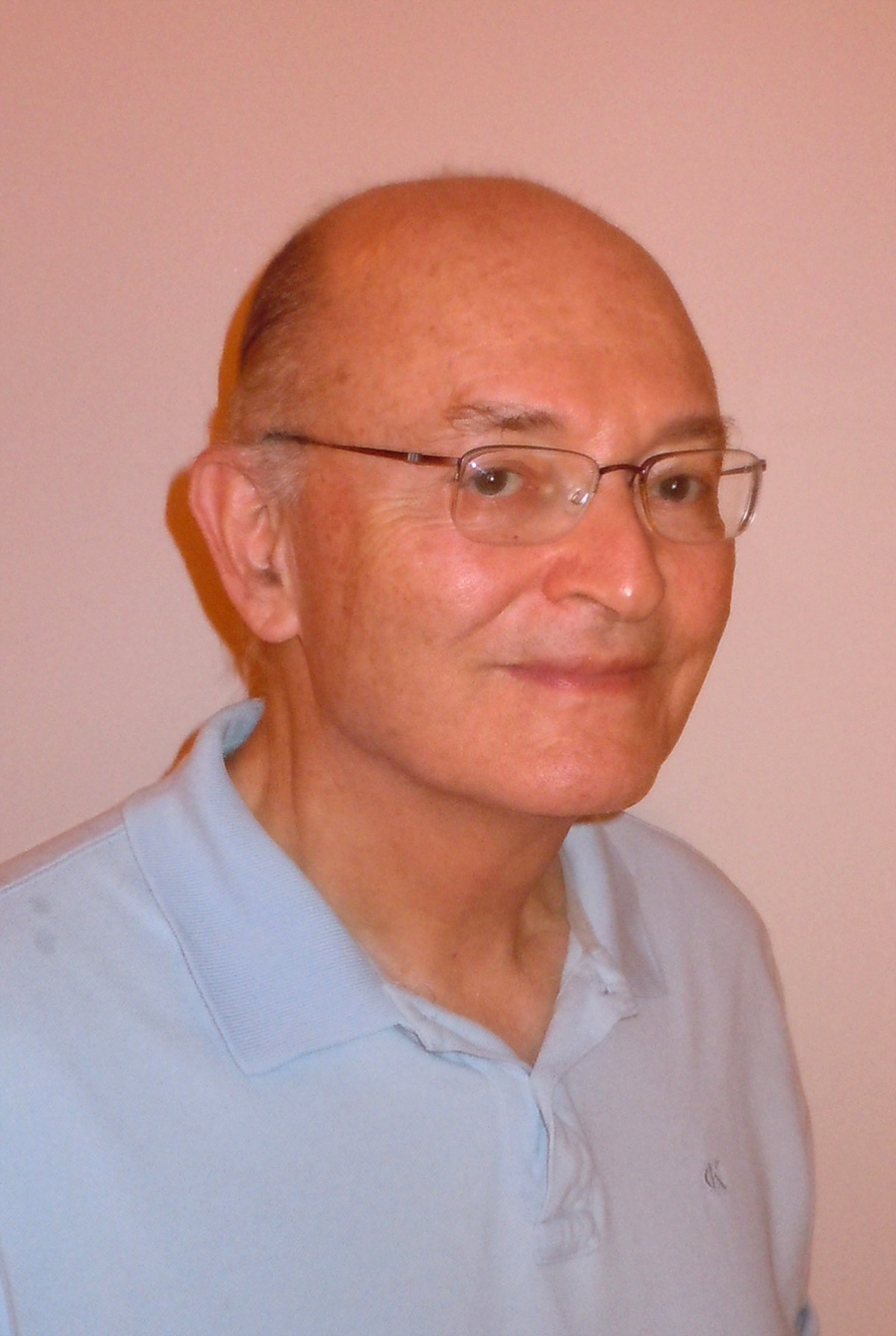
Edward Ott, 2013

Edward Ott (* 22. Dezember 1941 in New York City) ist ein US-amerikanischer Physiker, der sich mit Chaostheorie befasst.
Ott studierte Elektrotechnik am Cooper Union College mit dem Bachelor-Abschluss 1963 und am Brooklyn Polytech, wo er 1964 seinen Master-Abschluss machte und 1967 promoviert wurde (in Electrophysics). 1967/68 war er als Fellow der National Science Foundation an der Universität Cambridge. Ab 1968 war er Professor für Elektrotechnik an der Cornell University. Ab 1979 war er Professor für Physik und Elektrotechnik an der University of Maryland (College Park). Dort hat er den Rang eines Distinguished University Professor.
Ott befasste sich mit verschiedenen Aspekten der Chaostheorie und Theorie nichtlinearer Systeme, unter anderem der Kontrolle von Chaos, chaotischer Streuung und dem Verhalten großer Netzwerke.
Er ist Fellow der American Physical Society, die ihm den Julius-Edgar-Lilienfeld-Preis für 2014 verlieh. Für 2017 wurde ihm die Lewis-Fry-Richardson-Medaille zugesprochen. 2020 wurde er zum Auswärtigen Mitglied der Academia Europaea gewählt. 2022 wurde Ott in die National Academy of Sciences gewählt.
Seit 2016 zählt ihn Thomson Reuters aufgrund der Zahl seiner Zitierungen zu den Favoriten auf einen Nobelpreis (Thomson Reuters Citation Laureates).

## Schriften
- Chaos in Dynamical Systems. Cambridge University Press, 1993
- Herausgeber mit T. Sauer, J. A. Yorke: Coping with Chaos. Wiley 1994 (Reprint-Sammlung besonders zu Anwendungen der Chaostheorie)
- Strange attractors and chaotic motions in dynamical systems. In: Reviews of Modern Physics. Band 53, 1981, S. 655
- mit Celso Grebogi, J. A. Yorke: Chaos, strange attractors and fractal basin boundaries in nonlinear dynamical systems. In: Science. Band 238, 1987, S. 585
- mit C. Grebogi, J. A. Yorke: Controlling chaos. In: Physical Review Letters. Band 64, 1990, S. 1196
- mit T. Shinbrot, Grebogi, Yorke: Using small perturbations to control chaos. In: Nature. Band 363, 1993, S. 411